# Clara (film)
Clara (izvirno angleško Clara) je kanadskobritanski romantični znanstvenofantastični film iz leta 2018 in drugi igrani celovečerni film režiserja Akasha Shermana. V filmu igrata igralca mož in žena Patrick J. Adams in Troian Bellisario, ki igrata astrofizika Isaaca Bruna in potujočo umetnico Claro. Med iskanjem znakov zunajzemeljskega inteligentnega življenja v vesolju se zbližata.
Film je prejel mešane ocene kritikov.

## Zgodba
Dr. Isaac Bruno ima podoktorsko raziskovalno štipendijo na področju astrofizike na (izmišljeni) Univerzi Ontaria v Torontu. Njegov cilj najti znake inteligentnega življenja v vesolju je postal obsedenost, povezana z nedoločeno travmo v njegovem osebnem življenju pred dvema letoma. Do svojih študentov postaja vse bolj nasprotujoč in si prisvaja čas na zemeljskih teleskopih v Čilu, namenjenih kolegovim raziskavam, predvsem galaktičnega jedra krajevne Galaksije. Njegova vodja oddelka dr. Irene Makowsky (Jennifer Dale) ga suspendira in mu onemogoči dostop do univerzitetnih raziskovalnih prostorov.
Med dogajanjem so z raketo nosilko Falcon 9 podjetja SpaceX izstrelili Nasin tirni teleskop TESS, ki zagotavlja ogromne količine podatkov. Ti podatki se v paketih delijo s svetom, v prizadevanju skupnosti za analizo in iskanje možnega življenja na zunajosončnih planetih. Isaac objavlja letake, v katerih išče neplačanega raziskovalnega asistenta, ki ne ponuja ničesar razen sobe in hrane. Njegov edini odgovor je od Clare, manj izobražene umetnice, ki je živela boemski način življenja. Clara ima svoje skrivnosti, nekajkrat je prikazano, da jemlje neko zdravilo za nedoločeno bolezen.
Isaac se osredotoča na rezultate pritlikavk razreda M in verjame, da je to niša, s katero se nihče drug ne bo ukvarjal. Ko Clara najde obetaven zunajosončni planet (TESS-421a), se Isaac ponoči prikrade na univerzo in laže operaterjem teleskopa v Čilu, češ da ima dovoljenje svojega kolega in prijatelja dr. Charlieja Duranta (Ennis Esmer), da pridobi več podatkov o planetu.
Charlie je besen, vendar ga rezultati podatkov tudi zanimajo. Isaacu svetuje, naj stopi v stik z dr. Rebecco Jenkins (Kristen Hager), Isaacovo nekdanjo ženo, ki ima podarjeno katedro na Tehnološkem inštitutu Kalifornije. Clara prepriča Isaaca, da naveže stik z Rebecco, kljub njegovemu nasprotovanju. Preobrat v njunih življenjih se končno razkrije, ko Rebecca pove Isaacu, da iskanje življenja ne bo vrnilo njunega mrtvega sinčka. Vseeno pa mu zagotovi 3 ure raziskav na teleskopu Keck na Mauni Kei na Havajih. Rezultat tega je dokaz, da so našli kandidata za naseljivi planet.
Clara se zaljubi v Isaaca, vendar je on postal utrujen zaradi ljubezni ali česar koli drugega, česar ni mogoče znanstveno dokazati. Poljubi ga, nato pa se nenadoma umakne, ko se začne odzivati. Potem ko Charliejeva žena rodi otroka, Isaac v bolnišnici potrt razmišlja, da je celotno vesolje »kozmična nesreča«, ki temelji na sreči, pri čemer lahko ena majhna različica spremeni obstoj atoma, planeta – ali celo njegovega sina. Clara ga spomni, da so te iste spremembe povzročile, da je Vesolje šlo tako, kot je šlo, in da njegov sin sploh obstaja – in da atomi, ki sestavljajo telo njegovega sina, niso izginili, ampak so se le spremenili. Po tem sta Isaac in Clara končno postala par.
Ko izvesta, da je nek Indijec iz Ladaka teden dni pred njima odkril »njun« planet, Isaac sprva postane malodušen, potem pa se odloči, da se bo osredotočil na odkrivanje znakov razvite civilizacije, ki vplivajo na njeno okolje kot dokaz obstoja napredne vrste, namesto da bi iskal samo potencialno naseljivi planet. V svoji obsedenosti je slep za Clarino vse slabše zdravje, dokler ga Charlie ne pokara. Ko Isaac pove Clari, da je čas, da preneha z iskanjem, ga ona prisili, da nastavi virtualno karto vesolja iz objavljenih paketov podatkov TESS in nato izbere zvezdo, pri čemer zaupa svoji notranji povezavi z Vesoljem, namesto da bi se osredotočil na podatke. Isaac izbere mesto na karti, ki ni zajeto v razpoložljivih podatkih. V svoji jezi in razočaranju obtoži Claro, da ga namerava zapustiti in da nikoli ne namerava njune zveze narediti trajne. Globoko razburjena in užaljena Clara zgrabi torbo, da bi skupaj s svojo psičko Evo odšla, nato pa se zgrudi.
V bolnišnici izvejo, da ima Clara vrsto avtoimunske bolezni, ki povzroča okvaro notranjih organov in propadanje mišic v njenem telesu. Zdravnik (Kevin Hanchard) je presenečen, da v njenem stanju sploh lahko hodi ali celo govori. Isaac ostane ob njeni postelji, dokler se njeno stanje nenadoma ne poslabša. Nekaj trenutkov preden umre, mu reče: »Želim si, da bi lahko videla tvoj obraz, ko ga vidiš.«
Ko je objavljen nov tretji paket podatkov s TESS, Isaac ugotovi, da je mesto, ki ga je prej izbral na vesoljski karti, zdaj pokrito s podatki, pri čemer nebesno telo v tej legi kaže anomalije v svojem sovpadajočem tiru okrog zunajosončnega planeta velikosti Jupitra. To je dokaz, da je to telo umetno in se njegov tir namerno ohranja in samodejno prilagaja, da sledi večjemu planetu, saj njegov tir zaradi Lagrangeevih točk L1 in L2 sam brez pomoči ne bi mogel slediti tiru večjega planeta. Svoje ugotovitve odnese Charlieju, ki ga predstavi dr. Johnu Rickmanu (R. H. Thomson), vodji projekta TESS, tedaj na obisku konference na univerzi. Rickman ga najprej zavrne češ, da gre sicer za odlično odkritje, vendar je verjetno to zunajosončna luna.
Dve leti kasneje na tiskovni konferenci v Laboratoriju za reaktivni pogon (JPL) dr. Rickman, Rebecca in Charlie pojasnjujejo, da zbrani podatki zdaj dokončno dokazujejo obstoj umetnega telesa, ki skupaj z veliko večjim planetom kroži okrog zvezde TESS-1471, oddaljene 200 svetlobnih let, kar posledično dokazuje obstoj inteligentnega nezemeljskega življenja. Isaac ni na svojem dodeljenem mestu v komisiji, temveč se raje odloči, da bo čas preživel ob spominjanju na Claro.
Nekaj mesecev pozneje Rebecca pokliče Isaaca v laboratorij SETI v Mountain View v Kaliforniji. Razkrije, da so vesoljci s pomočjo kvantne prepletenosti poslali sporočilo »Isaac Bruno« v dvojiški Morsejevi abecedi. Prisoten je, ko prispe naslednje dvojiško sporočilo – zvočna datoteka pesmi z albuma The Freewheelin' Bob Dylan Boba Dylana, ki sta jo skupaj poslušala s Claro, ko mu je v dar prinesla na novo kupljeni album. Med selitvijo je ploščo albuma nekam založil in je imel samo še njegov ovitek. Film se konča z Isaacovim nasmehom skozi solze in besedo »Hvala ti«.

## Igralska zasedba
- Patrick J. Adams – dr. Isaac Bruno
- Troian Bellisario – Clara
- Ennis Esmer – dr. Charlie Durant
- Kristen Hager – dr. Rebecca Jenkins
- R. H. Thomson – dr. John Rickman
- Jennifer Dale – dr. Irene Makowsky, vodja Oddelka za astrofiziko Univerze Ontaria
- Tanner Zipchen – redni obiskovalec v baru
- Will Seattle Bowes – Kiefer
- Gabrielle Graham – strežnica kave
- Samuel A. Harding – študent v predavalnici
- Bethanie Ho – študentka v laboratoriju
- Dwight Ireland – asistent na CalTechu
- Jillian Katsis
- Tammie Sutherland – televizijska poročevalka #1
- Charmaine D. Lau – televizijski poročevalec #2
- Pierre Simpson – televizijski poročevalec #3
- Genelle Williams – Maya
- Kevin Hanchard – zdravnik
- Tal Zimerman – glavni tehnik
- Christina Tannous – bolniška sestra
- Karis Malszecki
- Nadine Whiteman Roden – lastnica

## Teme
Victor Stiff je povzel glavne teme filma Clara, ki so »velika življenjska vprašanja«: narava obstoja, človeški namen in »naša potreba po povezovanju z drugimi«. Film prosi, da se razmisli o neskončnem, »vendar ne preden se pogleda navznoter.«

### »Ali smo sami?«: eksistencialno hrepenenje
Film Clara je najpreprosteje opisan kot zgodba o »vesolju in ljubezni«: vesolje, v smislu »tega iskanja življenja med zvezdami« (sam naslov je bil izbran, ker pomeni »jasno« in »svetlo«, kot zvezda), in ljubezen v povezavi z izgubo. »Ko sem pisal ta film, sem šel skozi zelo osebno izgubo. Izgubil sem svojega dedka, ki je bil eden mojih najboljših prijateljev in zame zelo dober učitelj. Naučil me je voziti kolo,« je dejal Sherman.

### »Nismo sami«: znanost in duhovnost
Sherman pristopa k zamisli o življenju zunaj Zemlje tako z znanstvenega vidika kot s »kraja duhovnosti« z razmišljanjem, da »morda obstaja nekaj tam ... in, da nismo sami«, in v intervjuju omenja Neila deGrassa Tysona, gledajočega v nebo in, »ki občuti vrsto skoraj duhovne povezanosti.«

## Žanr
Sherman imenuje film znanstvenofantastična drama »visokega koncepta«. Ne meni, da je romanca, vendar je predvideval, da se bo tako tržilo, »ker sta glavna igralca v resničnem življenju poročena«. Je ljubezenska zgodba do te mere, da obstaja »vezujoča vez med dvema likoma,« ki sta »samo dve malo povezani osebi«. Jim Slotek se ne strinja: »Kljub Shermanovim ugovorom je Clara romantika, čeprav prekinjena — nekaj takega, kot bi dobili, če bi Stik Carla Sagana prekrižali z Ljubezensko zgodbo Ericha Segala.«

## Produkcija

### Ozadje
Pri 18-ih letih je Sherman tekmoval v CineCoup Film Acceleratorju na Svetovnem medijskem festivalu v Banffu, kjer je osvojil drugo mesto in pritegnil pozornost producenta Arija Lantosa. Lantos je takoj prepoznal »vizionarski talent, ki ga je moral podpreti«.
Sherman je eno leto študiral na filmski šoli nekdanje Univerze Ryerson v Torontu, kjer se je nekega dne, pri 19-ih letih, odločil napisati zgodbo in se za sedem ur zaprl v svojo študentsko sobo.

### Pisanje in razvoj
Prijatelji, ki jih je Sherman pridobil na Ryersonu, so sodelovali z njim pri njegovem prvencu The Rocket List, »nastalem brez proračuna ... na štiridnevnem potovanju s kamero,« kot tudi pri Clari. Skupaj z Jamesom Ewasiukom, »tesnim sodelavcem,« ki je skupaj z njim napisal The Rocket List, je Sherman štiri mesece raziskoval »Teleskop Kepler, tranzite in podobne stvari.« Dve leti po tem, ko sta se srečala v Banffu, je Sherman naletel na Lantosa, medtem ko je osnutek scenarija predstavljal podjetju Serendipity Point Films, od katerega je naslednji dan prejel opcijsko pogodbo.
Oba glavna igralca sta prispevala tudi zamisli. Adams je sodeloval pri projektu že od zgodnje faze, saj je Shermanu dajal povratne informacije o njegovem scenariju, še posebej o liku, ki ga je režiser začel resno spreminjati pri 20 letih in končal dve leti kasneje. Bellisariova je zagotovila »podobno globino za svoj lik« in predlagala drugačen konec filma, opombo, ki jo je Sherman sprejel: »V mislih sem imel drugačen konec, ki ga ne želim deliti, ker ni tako dober.« Bellisariova je bila tista, ki je omenila kvantno prepletenost za enega od prejšnjih osnutkov.

#### Karakterizacija
Lik Isaac v filmu se sooča s tako globoko izgubo, da »obupa nad vesoljem«. Adams je prisilil Shermana, da je njemu in Bellisariovi dovolil, da raziščeta to izgubo »do njenih meja«. Adams je dejal: »Akash je opravil tako dobro delo, ko je postavil okvir v prvotnem scenariju, ki sem ga prebral, potem pa globine tega, kako daleč so ti liki šli in bi lahko šli, še ni bilo. Velik del tega kar sem rekel si to zgradil. Pojdimo noter in poglobimo se. Razpravljali smo o nekaterih načinih in o tem, kako globoko bi to lahko šlo in kako slabo bi lahko postalo. In upajmo, da bi mi kot igralci to lahko izpolnili.«

#### Realizem in posvetovanje z znanstveniki
Pri projektu so sodelovali trije znanstveni svetovalci: kanadski astrofiziki John Moores in Doug Welch z univerz York iz Toronta oziroma McMaster iz Hamiltona v Ontariu ter Barth Netterfeld z Univerze v Torontu. Sherman in producent Ari Santos sta poslala e-pošto oddelkom za fiziko in astronomijo v Torontu in prosila za pomoč. Welch se je odzval, ker je bilo v Shermanovem scenariju toliko »prave znanosti.« Med predprodukcijo se je Welch družil s Shermanom, Adamsom in Bellisariovo ter jim pojasnjeval koncepte, kot sta Fermijev paradoks in Drakova enačba v zvezi z mehaniko astronomskega opazovanja, kasneje pa je tudi predlagal nekaj dialogov. Po Shermanovih besedah so skoraj vse preverili trije svetovalci. »Pravzaprav je tako preverjeno, da se je vrhunsko odkritje v filmu... izkazalo za izvirno zamisel«, je kasneje objavilo Ameriško astronomsko društvo (AAS).

### Financiranje
Film je produciral Serendipity Point v sodelovanju z londonskim Distant Horizon, ob podpori korporacije Telefilm Canada, Ontario Media Development Corporation (Ontario Creates), postaje CBC in mreže TMN medijskega konglomerata Bell Media.

### Snemanje
Glavno snemanje je potekalo v Torontu in okolici marca 2017. Glavna igralca Adams in Bellisariova sta se poročila malo prej in sta velik del medenih tednov preživela pri snemanju filma.

#### Lokacije
Lokacije so vključevale Shermanovo alma mater Ryerson in kampus v Mississaugi Univerze v Torontu za več Nasinih prizorov zaradi njihovih »spektakularnih zgradb.« Obstajajo tudi zunanji prizori, posneti v bližini Sugar Beacha v Torontu, medtem ko posnetek zunanjosti nekdanjega Planetarija McLaughlin v Torontu niso vključili v končno različico kinematografske izdaje.

#### Vizualni učinki in znanstvena točnost
Metoda zaznavanja in specializirani teleskopi, prikazani v Clari, niso izmišljeni. Vesoljski teleskop TESS je nadgradnja Vesoljskega teleskopa Kepler iz leta 2018, ki so ga uporabili za odkrivanje več kot 4.000 zunajosončnih planetov v desetletju od leta 2009. Sherman je svojo filmsko kariero začel kot umetnik za vizualne učinke in filmski montažer in vse tovrstne posnetke VFX v filmu je posnel on in ne njegov snemalec, ki jih je pridobil iz Nase – posnetki planetov, ki prehajajo prek Sonca, prihajajo iz Observatorija Sončeve dinamike (SDO); posnetki meglic prihajajo iz Vesoljskega teleskopa Hubble (HST): »Resnično sem želel pokazati vesolje pošteno in na način, ki bi bil videti znan ljudem, delujočim na tem področju.«

### Glasba
Skladatelj Jonathan Kawchuk je napisal »mehko partituro«, ki dopolnjuje glasbene izbore Boba Dylana. Pretvoril je zvoke iz Nasinih vesoljskih plovil Voyager v sintetizator, zvoke, ki so bili »zapečeni v veliko skladb.«

## Trženje in sorodna dela
Lantos je dejal, da je Clara namenjena najstnikom in ženskam v dvajsetih letih ter ljubiteljem znanstvene fantastike na splošno. Napovednik filma je bil na YouTube naložen 3. avgusta 2018. Sherman je pred premiero filma govoril o znanosti, ki stoji za filmom, na dogodku Astronomy On Tap v Torontu 17. avgusta 2018.
Isaacova in Clarina uporaba javno dostopnih podatkov iz Nasinega TESS je pripeljala do »akademskega članka, ki ga je navdihnila Clara«. Napisala sta ga Welch in Moores in ga objavila v Research Notes of the American Astronomical Society. Članek z naslovom Simulacija tranzitov na točki L1 (Simulating Transits at the L1 Point) si deli zasluge s Shermanom. Welch je opisal ustrezen del filma in objavljenega prispevka:
Proti koncu, ko liki pregledujejo grafe svetlobe zvezde, ki se zatemni s planeta v tranzitu, se na grafu pojavi prijetna kepa, ki pritegne pogled – telo ali artefakt, ki postane zelo pomembna točka zapleta. No, z Johnom Mooresom sva ugotovila, kako bi se tak predmet pojavil v dejanskih podatkih, in to je del tega, kar sva na koncu predložila kot članek. V času, ko smo to razvijali, je bil še nekdo – astrofizik Eric Gaidos, ki je prav tako napisal članek podobne narave, v katerem je pokazal, da je bil naš opis pravilen.

## Predvajanje
Claro so premierno prikazali na Mednarodnem filmskem festivalu v Torontu 2018 med 6. in 16. septembrom. Temu je sledila kanadska omejena kinematografska izdaja.
V Sloveniji so v kinih film začeli predvajati v času svetovne premiere 10. septembra 2018.

### Distribucija
D Films je bil odgovoren za distribucijo Clare v kanadskih kinih, medtem ko ima CBC pravice za televizijski prenos, TMN pa pravice za plačljivo televizijo. Februarja 2019 je filmske pravice v ZDA pridobilo distribucijsko podjetje Screen Media Films za omejeno predvajanje v kinematografih maja, v dogovoru, sklenjenem s SVP Worldwide Acquisitions.
Film so v Sloveniji avgusta 2024 predvajali na programu Cinestar TV1.

### Domači mediji in pretakanje
Clara je na voljo na DVD založnika Screen Media Video in disku Blu-ray.
Film je na volju na platformah videa na zahtevo, kot je na primer Amazon Prime.

## Sprejem

### Kritični odziv
Clara ima na Rotten Tomatoes 54 % oceno na podlagi 26 ocen. Na Metacritic, ki uporablja ponderirano oceno, ima film oceno 43 od 100, ki temelji na šestih ocenah.
V pisanju za The Hollywood Reporter Frank Scheck meni, da je Clara suhoparna in akademska, počasna, dialog poln floskul, in čuti, da med glavnima poročenima osebama ni kemije. Ko je Peter Sobczynski filmu dodelil 2 zvezdici na spletišču filmskih recenzij RogerEbert.com, je film označil za »nenavadnega in v veliki meri nezadovoljivega« kljub ambicijam, ki jih je pokazal Akash Sherman: »rezultat je nenavadna zmešnjava, ki je hkrati preveč neumna, da bi jo jemali resno, in preveč vztrajna, da bi povsem zašla stran od utrjenih poti.« Kritik iz Toronta Norman Wilner, ki piše za Now, čeprav priznava, da ima film svoje trenutke, meni, da se zgodba ustavi tam, kjer bi se morala začeti. Tara Thorne ugotovi, da ima Clara »preobsežne zamisli, ki prevladujejo in oslabijo film pod seboj«, primanjkuje ji humorja, vendar vsebuje preveč »govora o podatkih«, čeprav končno pridobi oprije v zadnjih dvajsetih minutah, »veliko razkritje«, ki se obrestuje ampak tudi žrtvuje pristna čustva za »vestno začrtane čustvene utripe.« Ob vsem tem Thorneova imenuje Shermana »samozavesten režiser, ki ima očitno velike načrte.«
Za razliko od Thorneove Don Shanahan ugotovi, da znanost o resničnem življenju kot »prepleteno ozadje« zagotavlja »pripovedni blagor za znanstveno fantastiko o Clari«. Njen »občutek za inteligenco se prepleta z nepredvidljivostjo, ki se najde v ljubezenskih odmevih človeškega srca« – kombinacija, ki naredi »intimno in drzno filmsko izkušnjo«, »redko poslastico«, da ima »dva pripovedna žanra, združena s pametjo in naklonjenostjo.« Alex Hudson, ki piše za Exclaim!, meni, da je znanost bolj intrigantna kot tisto, kar imenuje filozofska razmišljanja filma, vendar kljub svojim pomanjkljivostim deluje kot razpoloženjsko delo: »barve so utišane, glasba je primerno eterična, in učinkovito ujame Isaacovo depresijo, ko išče smisel v svojem zlomljenem življenju. Zleze pod kožo, tudi če ne spodbudi uma.« Victor Stiff je filmu dodelil 3,5 zvezdice in se pritožil nad »očitnim neravnovesjem med glavnima likoma moškega in ženskega spola«, čeprav igralci sami »dobro igrajo drug drugega« in kljub tem težavam film »pride skozi razburljiv zaključek in govori o hrepenenju, ki ga vsi čutimo kot ljudje.«
Jim Slotek je filmu podelil oceno B, Claro pa je označil za »solidno napisan« film z impresivno »stopnjo prefinjenosti pripovedovanja zgodbe«, ki ima koristi od Nase posredovanih fotografij in učinkov, ki so »lahkotno« uporabljeni, da dajejo »videz filma s precej višjim proračunom.« Daniel Hart je filmu dodelil 4,5 zvezdice in ga označil za »izjemno« in »spodbujajočo« zgodbo s pohvalnimi predstavami.«
Celo življenje sem bil »trdoživ« bajker in nisem oboževalec čustvenih ali »šik« filmov, toda ta me je prevzel. Ugotovil sem, da se mi je desno oko pravzaprav solzilo ob skrajnem koncu, medtem ko sem poslušal drobne šale, ki so prihajale od dr. Brunna, ko je poslušal Dylana v slušalkah in spoznanja, ki so mu končno prišla na misel.
Nekateri so konec označili za namišljen, kar ga je uničilo.

Pravim, da morajo spraviti tega »trdoživega« bajkerja iz svojih src in sprejeti ta film. To je tisto, kar pravim.— fox

### Odziv znanstvenikov
Welch se je odzval na Shermanov izvirni scenarij, ker »zajame vznemirjenje ob razkrivanju drugih planetov in potencial za celo prepoznavanje življenja drugje v času našega življenja ... jasno mi je bilo, da Akash razume veliko področja in kako deluje. Oglejte si tudi to v majhnih podrobnostih, na primer ... z opazovanjem na daljavo s teleskopom v Čilu.« Napovednik filma je zaradi »bujnih« vizualnih učinkov in takih »dražljivih znanstveno podkovanih zapletov« pritegnil veliko pozornost astronomov na družbenih medijih.

### Priznanja

#### Nagrada
- Filmski festival v Austinu, 2018 – nagrada žirije za pripovedni celovečerec (Akash Sherman in James Ewasiuk).[31]

#### Nominacije
2018
- Kanadski ceh režiserjev (DGC) – nagrada za odkritje;[32] ožji izbor (1 od 4).[33]
- Vancouver Film Critics Circle (VFCC) – nagrada One to Watch in najboljša igralka v kanadskem filmu.[34]

2019
- nagrade zlatega napovednika – najboljši tuji plakat.[35]